# П'ятдесят пенні (Фінляндія)
П’ятдесят пенні (фін. 50 penniä) — в минулому розмінна монета Фінляндії. До переходу Фінляндії, 1 січня 2002 році на євро, 50 пенні була обіговою монетою у країні. Була в обігу в 1864 —2002 роках.
50 пенні дорівнювало 1/2 фінляндської марки. Ця монета мала найбільший номінал серед «пенні».
Монети карбувалися на Гельсінгфорському монетному дворі (після здобуття незалежності Монетний двір Фінляндії).

## Історія

Фінляндські монети 1990 року

До 1917 року, Фінляндія входила до складу Російської імперії як Велике князівство Фінляндське. Російські імператори, вважалися також за великих князів Фінляндських. Ця адміністративно-територіальна одиниця мала деяку автономію, що в тому числі знайшло відображення у тому, що усі написи на грошових одиницях були фінською мовою.
Маніфестом від 23 березня (4 квітня) 1860 року «Про зміну монетної одиниці для Великого князівства Фінляндського» фінляндському банку дозволено карбувати «особливу» монету - марку (MARKKA), розділену на 100 пенні (PENNIA). 

### Випуски 1864-1871, 1872-1917
50 пенні Великого князівства Фінляндського – срібна монета діаметром 18,6 мм, вагою 2,5494 г.
На аверсі розміщувалося зображення герба Великого князівства Фінляндського, також на аверсі під лапою орла з «державою» відображено позначку мінцмейстеру. Для випусків 1864-1871 років літера «S» (Ісак Сундель ), випусків 1872-1917 років: «S» «L» (Ісак Сундель, Конрад Лір, Август Фрідріх Сольдан).
На реверсі фінською мовою позначення номіналу «50 PENNIÄ» у вінку, а також дата карбування монети. 
Гурт рубчастий.

### Випуск 1917
У 1917 році, відбувся випуск монет зміненого вигляду. Здебільшого вони нагадували імперські монети, але були внесені деякі зміни. Наприклад на 25 та 50 пенні фінляндський князівський орел, позбувся корон. На нижчих номіналах (1, 5, 10 пенні) вензеля російських імператорів (фінляндських великих князів) були замінені на герб.
Розміри, вага, та використаний при карбуванні матеріал були такі ж як й за часів Російської імперії (стопа не змінилася).
На аверсі розміщувалося зображення герба Великого князівства Фінляндського, але орел був позбавлений корон. Також на аверсі під лапою орла з «державою» відображено позначку мінцмейстеру, літера «S».
Реверс  та гурт залишився таким як й на попередніх випусках монет.

### Випуск 1921-1940
50 пенні Фінляндії – монета з мідно-нікелевого сплаву діаметром 18,5 мм, вагою 2,55 г.
На аверсі розміщувався герб Фінляндії, фінський коронований лев, який тримає у руці, одягнуту в лати, меч; який стоїть на шаблі. З обох боків від лева розміщено рік випуску монети, сам лев був на фоні квітів. Також на аверсі відображено позначку мінцмейстеру, літери «S» чи «Н».
На реверсі фінською мовою позначення номіналу «50 PENNIÄ» , з обох боків від якого по колоску.

### Випуск 1940-1943
Вигляд монети залишився колишнім, але змінився матеріал з якого карбувалися монети. Вони почали карбуватися з міді. На аверсі монет цього випуску відображено позначку мінцмейстеру «S». 

### Випуск 1943-1948
Вигляд монети залишився колишнім, але змінився матеріал з якого карбувалися монети. Вони почали карбуватися з заліза. На аверсі монет цього випуску відображено позначку мінцмейстеру: «S» чи «L». 

### Випуск 1963-1990
У 1963 році пройшла реформа грошової системи Фінляндії. Була переглянута система грошових одиниць пенні замість попередніх номіналів (1, 5, 10, 25 та 50 пенні), були введені частково нові (1, 5, 10, 20 і 50 пенні). Також змінився вигляд монет.  50 пенні карбувалися з алюмінієвої бронзи. Діаметр монети становив 25 мм, вага дорівнювала  5,5 г.
На аверсі розміщувався герб Фінляндії, фінський коронований лев, знизу якого розміщувався рік карбування монети. По колу розміщувався напис «SUOMEN TASAVALTA». Також на аверсі, під шаблею,  відображено позначку мінцмейстеру, літери  «К», «M», «N», «S».
На реверсі фінською мовою позначення номіналу «50 PENNIÄ» , праворуч від якого зображено дерево.

### Випуск 1990-2001
З 1990 року написи на монетах стали двомовними: фінською та шведською мовами. Також змінився дизайн монет. 
Монети номіналом у 50 пенні карбувалися  з мідно-нікелевого сплаву діаметром 19,7 мм, вагою 3,3  г.
На аверсі було зображено ведмедя, напис держави емітента було виконано двома мовами: фінською «SUOMI», та шведською «FINLAND». Також присутня позначка у вигляді літери «M».
На реверсі фінською мовою позначення номіналу «PENNIÄ», шведською «PENNI». Поле монети було оздоблене сніжинками.

## Євро
1 січня 2002 року у Фінляндії в обіг увійшло євро. На національній стороні (аверсі) монет, зображено фінського лева. Наступником монети 50 пенні у Фінляндії стала монета 50 євроцентів, випущена у Фінляндії, яка виявляє певну схожість з монетою 1963-1990 років.